# Lamborghini P140
La Lamborghini P140, chiamata anche Lamborghini Project 140, è un prototipo realizzato dalla casa automobilistica italiana Lamborghini tra il 1987 e il 1992.
Sotto la dicitura P140 furono realizzati una serie di prototipi a partire dal 1987, come studio per una possibile erede della Jalpa. La P140 fu la prima Lamborghini ad essere alimentata da un motore V10.
Un esemplare di colore bianco è esposto all'interno del Museo Lamborghini.

## Storia
Alla fine degli anni 80, sotto la direzione tecnica dell'ing Luigi Marmiroli  Lamborghini iniziò a pianificare le sostitute delle obsolete Countach con la Diablo e la Jalpa appunto con la P140  (codice tecnico del progetto). Mentre lo sviluppo del modello di punta con motore V12 dell'azienda era già in fase avanzata, contemporaneamente venne intrapreso lo sviluppo di un nuovo modello entry-level. Lo stile del nuovo modello venne affidato al designer italiano Marcello Gandini che aveva lavorato in precedenza con la Lamborghini. La nuova vettura un coupé a 2 porte con linea a cuneo fu dotata di un inedito motore V10 da 4,0 litri  e un ampio uso di alluminio nella costruzione della vettura. Lo sviluppo del modello è continuato fino ad inizio degli anni '90, fino a quando all'allora proprietà  Chrysler decise che il modello non sarebbe stato in grado di giustificare i costi richiesti di sviluppo e di raccogliere abbastanza interesse tra i clienti, a causa della crisi petrolifera causata dalla guerra Golfo degli anni '90, che portò a un calo delle vendite delle auto sportive ad alte prestazioni. Il modello che era ormai nelle fasi finali del suo sviluppo venne temporaneamente accantonato, ma in seguito lo stesso motore e trasmissione vennero poi utilizzati nella concept car Calà progettato da Giugiaro e presentata al Salone di Ginevra 1995.
Nel 2002 un'evoluzione del motore V10 della P140 venne utilizzato sulla neonata Gallardo.

## Produzione
Vennero realizzati 3-4 prototipi della P140. Il primo era colorato di arancione ed era perfettamente funzionante, raggiunse una velocità massima di 295 km/h a Nardò. Il secondo prototipo  fu verniciato di rosso, ma era sprovvisto di un motore e il terzo costruito nel 1991-1992 fu dipinto di bianco. La terza vettura si schiantò durante dei test rimanendo gravemente danneggiata, ma fu successivamente restaurata ed  esposta al museo Lamborghini di Sant'Agata Bolognese in Italia. 
La P140 era alimentata da un motore V10 da 4,0 litri a iniezione elettronica posto in posizione centrale che scaricava la potenza alle ruote posteriori attraverso un cambio manuale a 6 marce. Il motore è stato il primo motore Lamborghini a 10 cilindri in assoluto e generava una potenza massima di circa 372 CV. L'auto era in grado di accelerare da 0 a 100 km/h in circa cinque secondi. Lo stesso motore V10 venne poi riutilizzato sulla concept Calà introdotto nel 1995.